# Kiruna AIF
Kiruna AIF bildades 1927 och är en idrottsförening från Kiruna. Förkortningen AIF stod tidigare för Arbetarnes Idrottsförening men 1968 ändrades betydelsen till Allmänna Idrottsförening. Klubben är med sina 1500 medlemmar och 500 aktiva den största idrottsföreningen i Kiruna. Det ideella arbetet har alltid varit och är än idag hörnstenen i klubbens verksamhet och ekonomi.
Föreningens paradgren har varit ishockey som man bedrivit sedan 1945. Många talanger har fostrats i Kiruna AIF:s ishockeylag: Lennart "Klimpen" Häggroth, Eilert "Garvis" Määttä, Tord Lundström, Börje Salming, Stig Salming, Göte Wälitalo, Lars Karlsson, Mikael Andersson och många fler. Rivaliteten mellan AIF och IFK Kiruna, som räknades som arbetarnas respektive tjänstemännens lag både på och utanför isen, är än idag ett samtalsämne i Norrbotten. 
Kiruna AIF spelade i Sveriges högsta division i ishockey säsongen 1973/1974. Hemmaarena var på den tiden Matojärvi ishall. Både före och efter denna säsong spelade man i andradivisionen som då hette Division II. I samband med serieomläggningen 1975 blev Division I istället andra division. Klubben behöll där sin plats fram till 1988 då klubbens junior- och seniorverksamhet i ishockey gick samman med Kiruna HC (IFK Kirunas före detta ishockeysektion) i en gemensam elitsatsning under namnet Team Kiruna IF. År 2007 gjordes en namnändring till Kiruna IF och då gick även moderklubbarnas ungdomsverksamhet samman och bildade föreningen Kiruna IF-Ungdom. Kiruna AIF har även bedrivit verksamhet inom damishockey, där de bland andra fostrat Emma Eliasson. 
Inför säsongen 2015/2016 meddelade Kiruna AIF att de återupptar sin seniorverksamhet i herrishockey. Klubben började om i division 3 Norrbotten och senare den andra säsongen i tvåan kvalificerade man sig för Hockeyettan 2018/2019 efter en framgångsrik säsong. Sedan säsongen 2015/2016 har Kiruna AIF haft varierande tre lag i sin förening, A-lag, B-lag och samt ett äldre ungdomslag för närvarande J-lag. Föreningen har därutöver innebandy, basket, bowling och tyngdlyftning på programmet. Klubben har tidigare även haft framgångar i fotboll och spelat i Sveriges tredje högsta division. I handboll spelade Kiruna AIF i Sveriges högsta division säsongen 1978/1979, men åkte ur.
På grund av svag ekonomi meddelade klubben i november 2022 att man tvingas lägga ned verksamheten. Den sista matchen spelades den 11 december 2022. Därefter var spelarna fria att spela för vilken klubb de ville.
I februari 2023 meddelade klubben att den har för avsikt att fortsätta med ishockey i Hockeytvåan säsongen 2023/24.

## Säsonger
Nedan finns en tabell som överskådligt visar Kiruna AIF:s deltagande i seriespel säsong för säsong och vilken placering de fått. Mer detaljer om säsongen finns i Säsongsartiklarna.
| Säsong    | Division                         | Placering | Kval/upp-/nerflyttning                  |
| --------- | -------------------------------- | --------- | --------------------------------------- |
| 1948/1949 | Malmfältsserien                  | 3         |                                         |
| 1949/1950 | Övre Norrländska                 | 2         |                                         |
| 1950/1951 | Norra Norrbottenserien           | 4         |                                         |
| 1951/1952 | Övre Nordsvenska                 | 1         |                                         |
| 1952/1953 | Övre Nordsvenska                 | 1         |                                         |
| 1953/1954 | Norrbotten                       | 3         |                                         |
| 1954/1955 | [ a ]                            |           |                                         |
| 1955/1956 | Division III Norra Nordsvenska   | 4         |                                         |
| 1956/1957 | Division III Norra Nordsvenska A | 1         | uppflyttade                             |
| 1957/1958 | Division II Norra A              | 5         | nerflyttade                             |
| 1958/1959 | Division III Norra Nordsvenska A | 1         | 1:a i kvalserien, uppflyttade           |
| 1959/1960 | Division II Norra A              | 5         |                                         |
| 1960/1961 | Division II Norra A              | 3         |                                         |
| 1961/1962 | Division II Norra A              | 5         |                                         |
| 1962/1963 | Division II Norra A              | 3         |                                         |
| 1963/1964 | Division II Norra A              | 5         |                                         |
| 1964/1965 | Division II Norra A              | 6         |                                         |
| 1965/1966 | Division II Norra A              | 3         |                                         |
| 1966/1967 | Division II Norra A              | 3         |                                         |
| 1967/1968 | Division II Norra A              | 4         |                                         |
| 1968/1969 | Division II Norra A              | 6         |                                         |
| 1969/1970 | Division II Norra A              | 4         |                                         |
| 1970/1971 | Division II Norra A              | 6         |                                         |
| 1971/1972 | Division II Norra A              | 2         | uppflyttade                             |
| 1972/1973 | Division II Norra A              | 1         | 2:a i kvalserien till Division I        |
| 1973/1974 | Division I Norra                 | 8         | 8:a i kvalificeringsserien, nerflyttade |
| 1974/1975 | Division II Norra A              | 2         |                                         |

En större serieomläggning genomfördes 1975 där Elitserien skapades medan Division I blev näst högsta serien.
| Säsong                                              | Division              | Placering | Fortsättningsserie        | Kval/Playoff                                             |
| --------------------------------------------------- | --------------------- | --------- | ------------------------- | -------------------------------------------------------- |
| 1975/1976                                           | Division I Norra      | 2         |                           | Playoff: Utslagna av Strömsbro                           |
| 1976/1977                                           | Division I Norra      | 2         |                           | Playoff: Vinner mot Hofors; utslagna av Karlskoga/Bofors |
| 1977/1978                                           | Division I Norra      | 3         |                           | Playoff: Utslagna av Mora                                |
| 1978/1979                                           | Division I Norra      | 2         |                           | Playoff: Vinner mot Västerås; utslagna av Huddinge       |
| 1979/1980                                           | Division I Norra      | 2         |                           | Playoff: Vinner mot Västerås; utslagna av Luleå          |
| 1980/1981                                           | Division I Norra      | 3         |                           | Playoff: Vinner mot Malung; utslagna av Mora             |
| 1981/1982                                           | Division I Norra      | 3         |                           | Playoff: Utslagna av Nacka                               |
| 1982/1983                                           | Division I Norra      | 6         | 2:a i fortsättningsserien | Playoff: Vinner mot Bofors; utslagna av Örebro           |
| 1983/1984                                           | Division I Norra      | 3         | 2:a i fortsättningsserien | Playoff: Utslagna av VIK Hockey                          |
| 1984/1985                                           | Division I Norra      | 8         | 6:a i fortsättningsserien |                                                          |
| 1985/1986                                           | Division I Norra      | 10        | 7:a i fortsättningsserien | 1:a i norra kvalserien                                   |
| 1986/1987                                           | Division I Norra      | 7         | 3:a i fortsättningsserien |                                                          |
| 1987/1988                                           | Division I Norra      | 7         | 5:a i fortsättningsserien |                                                          |
| 1988 gick ishockeyverksamheten upp i Team Kiruna IF |                       |           |                           |                                                          |
| 2015 återstartade man A-laget                       |                       |           |                           |                                                          |
| 2015/2016                                           | Division 3 Norrbotten | 1         |                           | uppflyttade                                              |
| 2016/2017                                           | Hockeytvåan Norra A   | 1         | 2:a i Alltvåan AB Norra   | 6:a i norra kvalserien                                   |
| 2017/2018                                           | Hockeytvåan Norra A   | 1         | 1:a i Alltvåan AB Norra   | 1:a i norra kvalserien, uppflyttade                      |
| 2018/2019                                           | Hockeyettan Norra     | 6         | 2:a i Vårettan            |                                                          |
| 2019/2020                                           | Hockeyettan Norra     | 6         | 1:a i Vårettan            | Playoff: Utslagna av Östersund                           |
| 2020/2021                                           | Hockeyettan Norra     | 10        | 5:a i Vårettan            | 2:a i kvalserien                                         |
| 2021/2022                                           | Hockeyettan Norra     | 5         | 10:a i Allettan Norra     |                                                          |
| 2022/2023                                           | Hockeyettan Norra     | 9         | [ b ]                     |                                                          |
| 2023/2024                                           | Hockeytvåan Norra     |           |                           |                                                          |

Anmärkning
1. ↑  Okänt om man deltog i någon serie denna säsong.
2. ↑  Efter att grundserien var färdigspelad lade man ner A-laget.[10]

### Fotnoter
1. ↑   Horisont 1979. Bertmarks
2. ↑  ”Pausen är över”. Kiruna AIF. https://www.svenskalag.se/kirunaaif-hockey-alag/nyheter/1917957/pausen-ar-over. Läst 8 april 2023.
3. ↑  ”Kiruna AIF”. Elite Prospects. https://www.eliteprospects.com/team/910/kiruna-aif?team-history=complete#team-history. Läst 15 december 2021.
4. ↑  Berglund, Helge, red (1972). Pucken: en bok om svensk ishockey. Stockholm: Strömbergs idrottsböcker. sid. 277–285. Libris 7745572. ISBN 91-85110-94-9
5. ↑  ”Division 3 Norrbotten, Region Norr”. Svenska Ishockeyförbundet. http://stats.swehockey.se/ScheduleAndResults/Overview/6061. Läst 31 juli 2019.
6. ↑  ”HockeyTvåan Norra A, Region Norr”. Svenska Ishockeyförbundet. http://stats.swehockey.se/ScheduleAndResults/Overview/7540. Läst 31 juli 2019.
7. ↑  ”Alltvåan AB Norra, Region Norr”. Svenska Ishockeyförbundet. http://stats.swehockey.se/ScheduleAndResults/Overview/7926. Läst 31 juli 2019.
8. ↑  ”HockeyTvåan Norra A, Region Norr”. Svenska Ishockeyförbundet. http://stats.swehockey.se/ScheduleAndResults/Overview/8126. Läst 31 juli 2019.
9. ↑  ”Alltvåan AB Norra, Region Norr”. Svenska Ishockeyförbundet. http://stats.swehockey.se/ScheduleAndResults/Overview/8934. Läst 31 juli 2019.
10. ↑  Håkan Stridblom (30 november 2022). ”Dråpslag - Kiruna AIF lägger ned: 'Vi fortsätter inte'”. Norrländska Socialdemokraten. https://nsd.se/bli-prenumerant/artikel/re807pzr/nsd-2m2kr_s_22. Läst 1 januari 2023.